# Kamis
Kamis S.A. ist ein polnischer Hersteller von Gewürzen, Senf, Ketchup, Panierung, Marinaden, Essig, Speisesalz, Tee. Die meisten Produkte werden unter den Marken Kamis oder Galeo angeboten; der Handelsname des Tees ist Irving. Das Unternehmen ist auch in einigen ausländischen Märkten tätig, darunter in Deutschland, wo 2010 ein Verkaufszuwachs von 15 % vermeldet wurde. 2011 beschäftigte es 1300 Mitarbeiter, davon 110 außerhalb Polens. Ein Teil, der mit Gewürzen und Senf sich beschäftigt, wurde in 2011 an McCormick & Company verkauft.
Kamis ist Marktführer in Polen im Segment Gewürze.